# バイオミラクル ぼくってウパ
『バイオミラクル ぼくってウパ』は、1988年4月22日に日本のコナミから発売されたファミリーコンピュータ ディスクシステム用横スクロールアクションゲーム。
主人公はルアクーヨ王国の王子、赤ん坊のウパ（名前の由来は勇者ウパラートから）。魔王「ザイー」を倒してさらわれた赤ん坊たちを救出することが目的。主人公も敵キャラクターも可愛らしいことが特徴だが、アクションゲームとしての難易度は高い。
元々ディスクシステム用として発売された本作であるが、ディスクシステム衰退後の1993年2月26日にはロムカセット版が発売されている。ロムカセット版ではBGMが、ディスクシステムに搭載される拡張音源を除いたアレンジが行われ、初心者向けのイージーモードが追加された。2006年11月1日には、コナミデジタルエンタテインメントが提供する携帯電話向け有料サイト「コナミネットDX」にて、『コナミ名作シリーズ』の第8弾としてiアプリへ移植された（FOMA90xシリーズ以上）他、2008年6月3日にはWiiの、2014年2月19日にはニンテンドー3DSの、2015年7月15日にはWii Uのバーチャルコンソールでも、それぞれ配信が開始された。

## ゲーム内容

### システム
このゲームは『スーパーマリオブラザーズ』（1985年）に似た形式のアクションゲームで、全部で7つのワールドから構成されており、各ワールド内には3つのエリアがある。通常の地上面の他、水中面や、ケーキやチーズの中に入って穴を掘りながら進んでいく面もある。スクロールの方向は横方向が多いが、縦スクロールの面もある。当時としては画期的な、引力・見た目ともに上下逆ステージ(4-2)、上から下にスクロールするステージ(7-1)が登場した。各ステージの最後に待ち受けるボスキャラクターを倒し（面によってはボスがいない場合もある）、宝箱（各ラウンドの3ステージ目のみ2つ出現）を開ければ面クリア。
主人公のウパは四つん這いで進んでいき、武器の「ガラ=スウォード」（ガラガラ）で敵を攻撃する。これで敵を叩くとその敵は風船のように膨らみ、宙に浮かぶ。膨らんだ敵キャラクターは体当たりで飛ばして他の敵キャラクターにぶつけたり、ウパがその敵キャラクターの上に乗って高い場所へ行くこともできる。ただし一定時間経つと膨らんだ敵は破裂する（そのときに上に乗っているとダメージを受ける）。敵を膨らますと100点、破裂後の地面落下でさらに100点が得られる。また、ウパの顔が描かれた赤いブロックを叩くとアイテムが出現し、それを取得することによってさまざまな効果が現れる。
ボスは通常の敵と違い膨らますことができず、ボスが口から吐き出すザコ敵を膨らませてぶつけることによってダメージを与える。3発（ワールド最後のボスは5発）敵をぶつければボスを倒せる。
残機制とライフ制を採用している。残機の初期状態は2（4）、ライフの初期状態は2（3）つだが最大5つまで増やすことができる。ライフは敵キャラクターや敵が吐き出す弾、自分が飛ばした敵、トゲトゲの障害物に触れたりすると1つ（ハート半分）ずつ減っていき、0になると1ミス。穴に落ちたり、水中で溺れたり、残りタイムが0になったりした時も1ミスとなる。※（）内はカセット版イージーモードの数値。
ゲームオーバー時は、コンティニューは可能だが、セーブはできない。ただし、タイトル画面で隠しコマンド（コントローラの↑とA、コントローラの↓とBを押しながらセレクトボタンを押す）を入力することによって、開始する面を選択することができる（最終のワールド7は選択できないが、カセット版では選択可能になっている）。

### アイテム
ブロックにガラ=スウォードを振ると以下のアイテムが出現する。
1UP
ブロック、各ワールド最後の宝箱などから出現するアイテム。後者は1/2の確率で取ることが出来る。
哺乳瓶
ライフを1目盛り回復させる。また、敵を倒した時に出る場合もあり、その時は赤ちゃんのキャラクターが出たあとに哺乳瓶に変わる。
ミルク
取るとライフが満タンになる。
ハート
ライフ枠が1目盛り増える。ライフ減の状態で取ると1つ増え+全回復になる。
砂時計
画面内の敵を5秒間止めるアイテム。
なまずブロック
このブロックを下に落とすと画面内の敵を一掃できる。1-3で出現。
ベル
点滅しているベルで、取るとハイハイ状態から立ち上がった状態になり、一定時間無敵時間になる。この状態の時は移動スピードがアップする。ウパブロックからは滅多に出ない貴重なアイテム。

## 設定

### ストーリー
ルアクーヨ王国の王子ウパは、まだ赤ん坊ながら生後わずか1ヶ月でハイハイができるようになり、王国の大賢者・ラムシーニをして「只者ではない」と言わしめる程のパワーを秘めたわんぱく小僧。
ある日のこと。ウパはひょんなことから夢を盗む魔獣ザイーが封じ込められた壷を割ってしまう。復活したザイーは国中の大人たちから夢を奪い去る。しかし、ウパを始めとする純真な赤ん坊にだけは手出しができないため、それならばと国中の赤ん坊という赤ん坊を独り残らずさらっていってしまった。残されたのは無気力に陥った大人たちばかり・・・。
ただ独り難を逃れ悲しみに暮れるウパの前に、割れた壷の中からザイーと共に封じられていた妖精が現れ、純真な心を持つ赤ちゃんだけが使いこなせる武器ガラ＝スウォードをウパに授けた。ウパはガラ＝スウォードの力でザイーを懲らしめ、さらわれた赤ん坊たちを救出してルアクーヨ王国に平和を取り戻すべく冒険の旅に出るのだった。

### ステージ構成
1ワールド×3面=21面という設定となっている。
- ワールド1 ：SWEET WORLD（お菓子の世界）
- ワールド2 ：VEGETABLE WORLD（野菜の世界）
- ワールド3 ：ICE WORLD（氷の世界）
- ワールド4 ：I・C WORLD（半導体の世界）
- ワールド5 ：STATIONERY WORLD（文房具の世界）
- ワールド6 ：MILKY WORLD（乳製品の世界）バターの上では歩く速度が遅くなる
- ワールド7 ：MIRACLE CASTLE（おもちゃの城）

## 敵キャラクター

### ザコキャラクター
とんとん
トントン歩いて向かってくるイノシシ風のブタ。赤ブタは段差に出会うと引き返し、桃ブタ、水色ブタは段差を無視して進みそのまま落下する。
からやん
黒いカラス。ピョンピョン飛び跳ねてくる。
ころっと
歩いたり、跳ねたりするダルマ。標準の赤ころっとに対し、水色ころっとは上下に飛ぶタイプ、桃色は左または右下から襲ってくるように飛んでくる。
もぐっちょ
1-2のケーキの中に住んでいるもぐら。
たこたぱす
タコ歩き。
たぴっこ
上から落ちてやってくるピンクのタツノオトシゴ。赤色も存在する。2-2の水中面で登場。
けろっぱ
ぴょこぴょこ跳ねる赤いカエル。
ふらっぴぃ
飛んでやってくる鳥。
きゃっぱあ
WORLD3で登場するカッパ風ペンギン。氷の上を滑る。
ちょっきい
カニ。
ふろっきい
ウパの頭の上にくると落ちてくる羽のついた風呂敷。集団で重なって現れることもある。ガラ=スウォードで振っても膨らまない。
すねーくん
頭がコンセントになっている赤い色の蛇。
チューウォーキー
とことこ歩くピンク色のネズミ。
バムペンシー
ウパ目掛けて玉を投げてくる空飛ぶ鉛筆。WORLD5に登場。
ちょろちゅー
6-2で登場するピンクのネズミ。黄緑色のちょろちゅーはチーズを食べてウパに向かってくるタイプ。
ぞあら
WORLD7で登場。空を飛びながらウパ目掛けて背中に背負っているおにぎりを投げてくるピンク象。

### ボスキャラクター
かとりーぶ
ピンク色の蚊取り線香ブタ。左右に往復しながら、ころっと（赤）を口から吐く。
ステージの最後の大半はこのボスであり、各1,2ステージは3発、3ステージは5発当てないと倒せない。
のこばく
ニョロニョロしながら襲う巨大ヘビ。2-3（火の玉）で初登場。
4-3では長い炎を吐き、7-3では炎の塊を飛ばしてくる。
あざらしん
3-3に登場する黒いシルクハットを被った茶色いアザラシ。上から降ってくるころっと（水色）で5発当てないと倒せない。
滑っている時は水色ころっとでぶつけてもノーダメージのため、歩いている時にしか与えられない。
たっぴぃ
5-3に登場する巨大なタツノオトシゴ。ウパに向かって泳ぎながら、息を吸い込んで子供のたぴっこを吐き出す。5発当てれば倒せる。
ザイー
ミラクルキャッスル（WORLD7-3）のラストボス。空中に浮かびながら雷を落としてくる。7発当てないと倒せない。

## 移植版
| No. | タイトル                    | 発売日                                      | 対応機種                        | 開発元 | 発売元   | メディア                              | 型式       | 備考                                                        |
| --- | --------------------------- | ------------------------------------------- | ------------------------------- | ------ | -------- | ------------------------------------- | ---------- | ----------------------------------------------------------- |
| 1   | バイオミラクル ぼくってウパ | 1993年2月26日                               | ファミリーコンピュータ          | コナミ | コナミ   | 1メガビットロムカセット               | KON-RV-102 | ロムカセットでの再発売、BGMの違いの他、イージーモードが追加 |
| 2   | バイオミラクル ぼくってウパ | 2006年9月15日                               | Windows                         | コナミ | アイレボ | ダウンロード (i-revo)                 | -          |                                                             |
| 3   | バイオミラクル ぼくってウパ | 2006年11月1日                               | FOMA90xシリーズ以上 （iアプリ） | KDE    | KDE      | ダウンロード （コナミ名作シリーズ）   | -          |                                                             |
| 4   | バイオミラクル ぼくってウパ | 2008年6月3日 2008年6月9日 PAL 2008年8月29日 | Wii                             | KDE    | KDE      | ダウンロード （バーチャルコンソール） | -          |                                                             |
| 5   | バイオミラクル ぼくってウパ | 2014年2月19日                               | ニンテンドー3DS                 | KDE    | KDE      | ダウンロード （バーチャルコンソール） | -          |                                                             |
| 6   | バイオミラクル ぼくってウパ | 2015年7月15日                               | Wii U                           | KDE    | KDE      | ダウンロード （バーチャルコンソール） | -          |                                                             |

## スタッフ
- プログラマー：ANNA-YAMADA（山田善朗）、SHORTCUT EDA (H.EDA)、BUNBUN MURATA（村田司朗）、奥田康雄、PA! PA! HITOMI（風仁美）
- キャラクター・デザイン：MAMA-CHAN、K-CHAN
- サウンド・デザイン：深見誠一、藤尾敦、NAKAMUR（中村康三）、KAORI-CHAN（きのうちかおり）、AYA-CHAN（西垣綾子）、GAZIRURU（村田幸史）、YUKO-CHAN（倉橋裕子）
- パッケージ・デザイン：霜出健治、HIROKO FUNABEE（ふなびきひろこ）

## 評価
ディスクシステム版
- ゲーム誌『ファミコン通信』の「クロスレビュー」では合計28点（満40点）となっている[7]。

- ゲーム誌『ファミリーコンピュータMagazine』の読者投票による「ゲーム通信簿」での評価は以下の通りとなっており、17.70点（満25点）となっている[8]。また、同雑誌1991年5月24日号特別付録の「ファミコンディスクカード オールカタログ」では、キャラクターや背景がメルヘンチックである事や、本作がファミリーコンピュータにおいて初の赤ん坊を主人公とした作品である事を指摘した上で、操作が容易である上に主人公の「ウパ」が様々な反応を示す事に関して、「それらがすべてカワイーく仕上がっているところがこのゲーム最大の特徴だろう」とキャラクター造形に関して肯定的に評価した[8]。また音楽に関してはディスクシステムに搭載された音源を有効に使用しているとし、「それ自体でも楽しめるものとなっている」と肯定的に評価した[8]。

| 項目 | キャラクタ | 音楽 | 操作性 | 熱中度 | お買得度 | オリジナリティ | 総合  |
| 得点 | 4.00       | 3.50 | 3.50   | 3.40   | -        | 3.30           | 17.70 |

- ゲーム誌『ユーゲー』においてライターのRDは、本作がジャンプアクションゲームとしての基礎ができている事や、グラフィックやサウンドの雰囲気に関して「印象が優しいため老若男女を問わず薦めやすく、特に子供を持つ母親にも警戒心を与えないという点が優れている」と称賛した[10]。また難易度に関しては全体的に低めであると指摘しながらも、「低すぎない点もいい」と肯定的に評価した[10]。

ロムカセット版
- ゲーム誌『ファミコン通信』のクロスレビューでは、6・5・7・6の合計24点（満40点）となっている。

- ゲーム誌『ファミリーコンピュータMagazine』の読者投票による「ゲーム通信簿」での評価は以下の通りとなっており、20.6点（満30点）となっている[9]。

| 項目 | キャラクタ | 音楽 | お買得度 | 操作性 | 熱中度 | オリジナリティ | 総合 |
| 得点 | 3.9        | 3.1  | 3.5      | 3.4    | 3.3    | 3.4            | 20.6 |

## 関連作品
ウパは他のコナミゲームへも多数ゲスト出演している。これらの作品では妹の「ルパ」も一緒に登場することがある。
ワイワイワールド2 SOS!!パセリ城（ファミリーコンピュータ）
主人公であるロボット・リックルの変身キャラクターの1つとしてウパの形態が登場する。性能は本作に近い。本作のボスキャラであるかとりーぶも最終面のザコキャラとして登場する。
また、本作のワールド1のSWEET WORLD（お菓子の世界）がワールド5「むしばも　ダイエットも　かんけいないね！！」として登場する。但し、本作には無かった「お菓子の国の水中ステージ」が存在する。
パロディウスシリーズ
極上パロディウス（スーパーファミコン版のみ）
シューティングゲーム。スーパーファミコン版限定でウパ、及び妹のルパ（2Pキャラクター）が自機として登場する。また、アーケード版などの他機種も共通で、ケーキの中を掘り進むお菓子ステージが用意されている。
実況おしゃべりパロディウス（スーパーファミコン、PlayStation、セガサターン）
前作に引き続き出演。装備の内容は『雷電』『達人王』などを意識した物となっている。PlayStation Portable版『パロディウス ポータブル』内の同作にも登場している。
pop'n musicシリーズ（アーケード、PlayStation 2）
音楽ゲーム「BEMANIシリーズ」のひとつ。『pop'n music 9』にて、本作のステージ1BGM「A Rattle Samba」をMr.Tこと内田智之がアレンジした「ぼくってウパ?（ジャンル名：バイオミラクル）」が収録された。ウパも同曲の担当キャラクターとしてゲスト出演しており、プレイヤーキャラクターとしてもウパとルパ（2Pカラー）を使うことができる。アーケード版では『9』以降の作品にも引き続き収録されている。
また、ルパは『ee'MALL 2nd avenue』で配信された『ツインビー』のアレンジ楽曲「Twin Bee 〜Generation X〜」の担当キャラクターになっていたことがあり、PlayStation 2版『pop'n music 13 カーニバル』にも収録されたが、『- 17 THE MOVIE』以降はツインビー自身が登場したため担当キャラクターではなくなった。
コナミワイワイワールド（携帯電話アプリ版のみ）
2006年にiアプリ用に移植されたバージョンにて、版権上の問題から『グーニーズ』のマイキーの代理キャラクターとして、本作を意識したお菓子ステージと共に登場している。後にS!アプリ版やBREW版でも登場した。
実況パワフルプロ野球シリーズ・プロ野球スピリッツシリーズ
パワプロ及びプロスピの応援歌作成モードにて見本の応援歌にメインテーマが収録されている。
がんばれペナントレース!（ファミコン）
攻守チェンジ中の演出の中にウパが空を飛びながら登場するものがある。
がんばれゴエモン外伝 きえた黄金キセル（ファミコン）
「ライデンむら」の隠しキャラ（ある部分を調べるとウパが登場し100両が手に入る）、「みなわまち」のアルバイト屋でコバンネコが子守りをする赤ちゃん役としてウパが登場する。